# La Chaise-Baudouin
La Chaise-Baudouin és un municipi francès situat al departament de la Manche i a la regió de Normandia. L'any 2007 tenia 427 habitants.

## Demografia

### Població
El 2007 la població de fet de La Chaise-Baudouin era de 427 persones. Hi havia 188 famílies de les quals 56 eren unipersonals (36 homes vivint sols i 20 dones vivint soles), 64 parelles sense fills, 52 parelles amb fills i 16 famílies monoparentals amb fills.
La població ha evolucionat segons el següent gràfic:
Habitants censats

### Habitatges
El 2007 hi havia 229 habitatges, 186 eren l'habitatge principal de la família, 34 eren segones residències i 9 estaven desocupats. 212 eren cases i 15 eren apartaments. Dels 186 habitatges principals, 136 estaven ocupats pels seus propietaris, 48 estaven llogats i ocupats pels llogaters i 2 estaven cedits a títol gratuït; 3 tenien una cambra, 15 en tenien dues, 27 en tenien tres, 51 en tenien quatre i 90 en tenien cinc o més. 164 habitatges disposaven pel capbaix d'una plaça de pàrquing. A 100 habitatges hi havia un automòbil i a 73 n'hi havia dos o més.

### Piràmide de població
La piràmide de població per edats i sexe el 2009 era:
| Homes | Edats   | Dones |
| ----- | ------- | ----- |
| 0     | 95 o +  | 0     |
| 0     | 90 a 94 | 12    |
| 0     | 85 a 89 | 4     |
| 8     | 80 a 84 | 4     |
| 8     | 75 a 79 | 12    |
| 20    | 70 a 74 | 24    |
| 16    | 65 a 69 | 4     |
| 16    | 60 a 64 | 12    |
| 8     | 55 a 59 | 4     |
| 12    | 50 a 54 | 12    |
| 16    | 45 a 49 | 20    |
| 8     | 40 a 44 | 8     |
| 4     | 35 a 39 | 8     |
| 16    | 30 a 34 | 8     |
| 8     | 25 a 29 | 16    |
| 16    | 20 a 24 | 8     |
| 20    | 15 a 19 | 16    |
| 8     | 10 a 14 | 4     |
| 0     | 5 a 9   | 4     |
| 8     | 0 a 4   | 20    |

## Economia
El 2007 la població en edat de treballar era de 254 persones, 189 eren actives i 65 eren inactives. De les 189 persones actives 174 estaven ocupades (105 homes i 69 dones) i 15 estaven aturades (7 homes i 8 dones). De les 65 persones inactives 30 estaven jubilades, 12 estaven estudiant i 23 estaven classificades com a «altres inactius».

### Ingressos
El 2009 a La Chaise-Baudouin hi havia 188 unitats fiscals que integraven 442 persones, la mediana anual d'ingressos fiscals per persona era de 15.074,5 €.

### Activitats econòmiques
Dels 11 establiments que hi havia el 2007, 1 era d'una empresa extractiva, 1 d'una empresa de fabricació d'altres productes industrials, 4 d'empreses de construcció, 2 d'empreses de comerç i reparació d'automòbils, 1 d'una empresa de transport, 1 d'una empresa d'hostatgeria i restauració i 1 d'una empresa de serveis.
Dels 4 establiments de servei als particulars que hi havia el 2009, 1 era un taller de reparació d'automòbils i de material agrícola, 1 fusteria, 1 electricista i 1 restaurant.
L'únic establiment comercial que hi havia el 2009 era una peixateria.
L'any 2000 a La Chaise-Baudouin hi havia 60 explotacions agrícoles que ocupaven un total de 819 hectàrees.

## Equipaments sanitaris i escolars
El 2009 hi havia una escola elemental.

## Poblacions més properes
El següent diagrama mostra les poblacions més properes.